# Resolució 1179 del Consell de Seguretat de les Nacions Unides
La Resolució 1179 del Consell de Seguretat de les Nacions Unides fou adoptada per unanimitat el 29 de juny de 1998. Després de reafirmar totes les resolucions passades sobre la situació a Xipre, el Consell va discutir els intents de resoldre la controvèrsia política de Xipre de llarga durada.
El Consell de Seguretat va demanar a tots els estats que respectessin la sobirania i la integritat territorial de la República de Xipre i s'abstinguessin d'accions que la perjudiquessin, dividir l'illa o buscar la unió amb un altre país. També va expressar la seva preocupació perquè les negociacions entre la República de Xipre i Xipre del Nord encara no havia avançat substancialment, malgrat el suport de les Nacions Unides.
La resolució va reafirmar la posició que el statu quo era inacceptable i que la situació s'havia de resoldre a partir d'un sol estat de Xipre amb dues comunitats políticament iguals en una unió bicomunal i bizonal sense secessió o unió amb un altre país. Va donar la benvinguda a la intenció del secretari general de Kofi Annan d'explorar noves possibilitats que conduiran a un nou impuls en el procés de negociació. El bàndol turcoxipriota en particular va ser cridat a comprometre's amb aquest procés, mentre que es va instar a ambdues parts a cooperar amb el secretari general per reprendre el diàleg.
Finalment, Kofi Annan va rebre la instrucció d'informar sobre la situació a l'illa abans del 10 de desembre de 1998.